# Børge Gissel
Børge Gissel (ur. 7 lipca 1915 w Viby, zm. 6 kwietnia 2002 we Fredericii) – duński kolarz torowy, srebrny medalista mistrzostw świata.

## Kariera
Największy sukces w karierze Børge Gissel osiągnął w 1946 roku, kiedy zdobył srebrny medal w indywidualnym wyścigu na dochodzenie amatorów podczas mistrzostw świata w Zurychu. W zawodach tych wyprzedził go jedynie Francuz Roger Rioland, a trzecie miejsce wywalczył Szwed Halle Janemar. Był to jedyny medal wywalczony przez Gissela na międzynarodowej imprezie tej rangi, Na rozgrywanych dwa lata później igrzyskach olimpijskich w Londynie wspólnie z kolegami z reprezentacji zajął piątą pozycję w drużynowym wyścigu na dochodzenie. Ponadto pięciokrotnie zdobywał medale torowych mistrzostw kraju, w tym trzy złote.